# Sœurs guadalupéennes de la Salle
Les Sœurs guadalupéennes de la Salle (en latin : Sororum Lasallianarum A Beatissima Deipara Guadalupensi) sont une congrégation religieuse féminine enseignante et de service domestique de droit pontifical. 

## Historique
En 1944, Jean Fromental Cayroche, frère des écoles chrétiennes crée à Mexico une communauté de femmes selon l'esprit de Jean-Baptiste de la Salle, la formation des premières candidates est confiée aux franciscaines de l'Immaculée Conception.
La congrégation est officiellement fondée le 8 septembre 1946 sous le nom de pieuse union des sœurs des écoles chrétiennes de sainte Marie de Guadalupe et le 19 mars 1948, les 6 premières religieuses prononcent leurs vœux, le 5 juillet de la même année, le frère Athanase Emile, supérieur général des frères se rend chez les sœurs et confirme l'œuvre, le 15 juillet suivant, le nouveau nom des sœurs est oblates lasalliennes guadalupéennes.
Le 12 septembre 1962, l'institut est érigé en congrégation de droit diocésain ; lors d'un chapitre du 16 octobre 1968, les sœurs adoptent le nom actuel de sœurs guadalupéennes de la Salle reconnue de droit pontifical le 10 avril 1976.

## Activités et diffusion
Les religieuses se consacrent à l'enseignement, à l'apostolat paroissial et au service domestique dans les séminaires et les collèges ecclésiastiques. 
Elles sont présentes en:
- Europe : France, Italie.
- Amérique : Bolivie, Brésil, Colombie, Équateur, États-Unis, Mexique, Pérou.
- Afrique : Madagascar.
- Asie : Philippines.

La maison généralice est à Mexico. 
En 2017, la congrégation comptait 226 sœurs dans 46 maisons.